# 泰特彎貝介
泰特彎貝介（学名：Loxoconcha tata）为彎貝介科彎貝介屬下的一个种。